# Krohnitta
Krohnitta is een geslacht in de taxonomische indeling van de pijlwormen. Het dier behoort tot de familie Krohnittidae. Krohnitta werd in 1910 beschreven door Ritter-Záhony.

## Soorten
- Krohnitta subtilis (Grassi, 1881)
- Krohnitta balagopali Nair, Panampunnayil, Pillai & Gireesh, 2008
- Krohnitta pacifica (Aida, 1897)